# Llei de Koomey

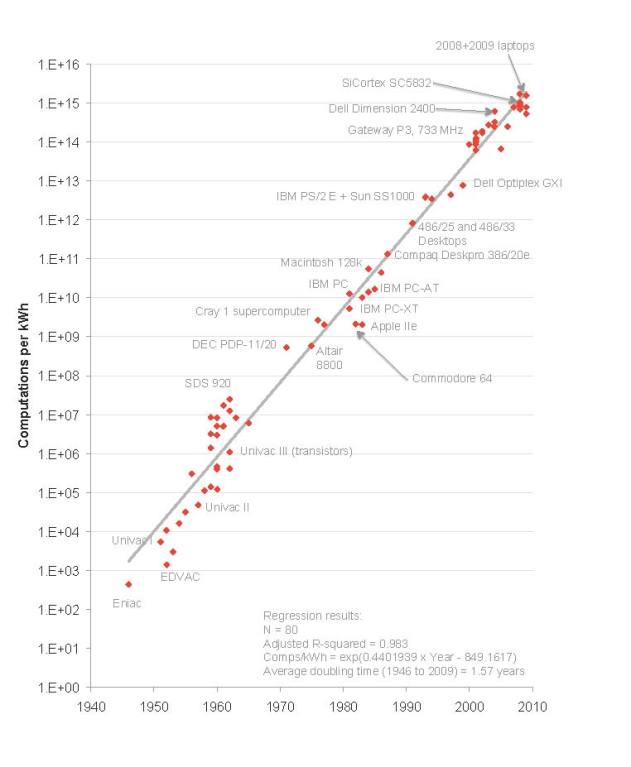
Càlculs per kWh, de 1946 a 2009

La llei de Koomey descriu una tendència en la història del maquinari informàtic: durant aproximadament mig segle, el nombre de càlculs per joule d'energia dissipada es va duplicar aproximadament cada 1,57 anys. El professor Jonathan Koomey va descriure la tendència en un article de 2010 en què va escriure que "a una càrrega informàtica fixa, la quantitat de bateria que necessiteu es reduirà en un factor de dos cada any i mig".
Aquesta tendència s'havia mantingut notablement estable des de la dècada de 1950 (R2 de més del 98%). Però l'any 2011, Koomey va tornar a examinar aquestes dades i va trobar que després de l'any 2000, la duplicació es va alentir aproximadament una vegada cada 2,6 anys. Això està relacionat amb la desacceleració de la llei de Moore, la capacitat de construir transistors més petits; i el final cap al 2005 de l'escalat de Dennard, la capacitat de construir transistors més petits amb una densitat de potència constant.
"La diferència entre aquestes dues taxes de creixement és substancial. Una duplicació cada any i mig fa que l'eficiència augmenti 100 vegades cada dècada. Una duplicació cada dos anys i mig només produeix un augment de 16 vegades", va escriure Koomey.

## Implicacions
Les implicacions de la llei de Koomey són que la quantitat de bateria necessària per a una càrrega informàtica fixa disminuirà en un factor de 100 cada dècada. A mesura que els dispositius informàtics es fan més petits i més mòbils, aquesta tendència pot ser encara més important que les millores en la potència de processament en brut per a moltes aplicacions. A més, els costos energètics s'estan convertint en un factor creixent en l'economia dels centres de dades, augmentant encara més la importància de la llei de Koomey.
L'alentiment de la llei de Koomey té implicacions per a l'ús d'energia en les tecnologies de la informació i les comunicacions. No obstant això, com que els ordinadors no funcionen a la sortida màxima contínuament, l'efecte d'aquesta desacceleració pot no veure's durant una dècada o més. Koomey escriu que "com amb qualsevol tendència exponencial, aquesta acabarà finalment... d'aquí a una dècada aproximadament, l'ús d'energia tornarà a estar dominat per l'energia consumida quan un ordinador està actiu. I aquesta potència activa encara serà ostatge de la física darrere de la desacceleració de la llei de Moore".

## Història
Koomey va ser l'autor principal de l'article a IEEE Annals of the History of Computing que va documentar per primera vegada la tendència. Més o menys al mateix temps, Koomey va publicar una breu peça sobre això a IEEE Spectrum.
Es va discutir més a MIT Technology Review , i en una publicació d'Erik Brynjolfsson al bloc "Economics of Information" i a The Economist en línia.
La tendència era coneguda anteriorment per als processadors de senyals digitals, i després es va anomenar "llei del gen". El nom prové de Gene Frantz, un enginyer elèctric de Texas Instruments. Frantz havia documentat que la dissipació d'energia als DSP s'havia reduït a la meitat cada 18 mesos, durant un període de 25 anys.

## Alentiment i fi de la llei de Koomey
Els últims estudis indiquen que la llei de Koomey s'ha alentit fins a duplicar-se cada 2,6 anys. Aquesta taxa és una mitjana estadística de moltes tecnologies i molts anys, però hi ha excepcions. Per exemple, el 2020 AMD va informar que, des del 2014, la companyia ha aconseguit millorar l'eficiència dels seus processadors mòbils en un factor de 31,7, la qual cosa suposa una taxa de duplicació d'1,2 anys. El juny de 2020, Koomey va respondre a l'informe escrivint: "He revisat les dades i puc informar que AMD va superar l'objectiu de 25 × 20 que es va establir el 2014 gràcies a un disseny millorat, una optimització superior i un enfocament semblant al làser en l'eficiència energètica. "
Segons la segona llei de la termodinàmica i el principi de Landauer, la computació irreversible no pot continuar fent-se més eficient energèticament per sempre. Suposant que l'eficiència energètica de la informàtica continuarà duplicant-se cada 2,6 anys, i prenent el súper ordinador més eficient a partir del 2022, el límit de Landauer s'assolirà cap al 2080. Així, després d'aquest punt, la llei de Koomey ja no es pot mantenir. El principi de Landauer, però, no limita l'eficiència de la computació reversible. Això, juntament amb altres tecnologies informàtiques més enllà de CMOS, podria permetre avenços continuats en eficiència.